# David Seltzer
David Seltzer (Highland Park, Illinois; 1940) es un guionista , productor y director estadounidense, más conocido por escribir las célebres novelas La profecía (1976) y Bird on a Wire (1990).

## Carrera
En su labor como escritor y director, sus créditos incluyen la tragi-comedia adolescente Lucas de 1986 protagonizada por Corey Haim , Charlie Sheen y Winona Ryder , la comedia de 1988 titulada Punchline protagonizada por Sally Field y Tom Hanks , y la de 1992 Resplandor en la oscuridad protagonizada por Melanie Griffith y Michael Douglas.
En 1971 contribuyó como guionista no acreditado en la película musical Willy Wonka y la fábrica de chocolate. El guionista original fue Roald Dahl, pero se reveló con el tiempo que Seltzer reescribió el 30 por ciento del guion de Dahl, agregando elementos tales como la "trama secundaria Slugworth", música que no sea la original de las composiciones Oompa Loompa, y el diálogo de finalización de la película.
En 1976 se incrementó su popularidad al ser solicitado por el director Richard Donner para que escriba un guion para su película de terror clásica La Profecía, ganadora de un Premio Oscar por mejor música original. Fue su primera novela como escritor, cuya editora original fue The New American library Inc.. Tanto la película como el libro constituyeron uno de los mayores éxitos de los últimos tiempos.
En 1981 contribuyó con el escritor Andrew Birkin para el nombre de los personajes del film Omen III: The Final Conflict.

### Filmografía
- The Omen (1976)
- Prophecy (1979)
- Six Weeks (1982)
- Lucas (1986)
- Punchline (1988)
- Bird on a Wire (1990)
- Shining Through (1992)
- The Eighteenth Angel (1998)
- My Giant (1998)
- Dragonfly (2002)
- Revelations (2005)
- La profecía (película de 2006) (2006)[4]